# Système planétaire
Ne doit pas être confondu avec système stellaire.

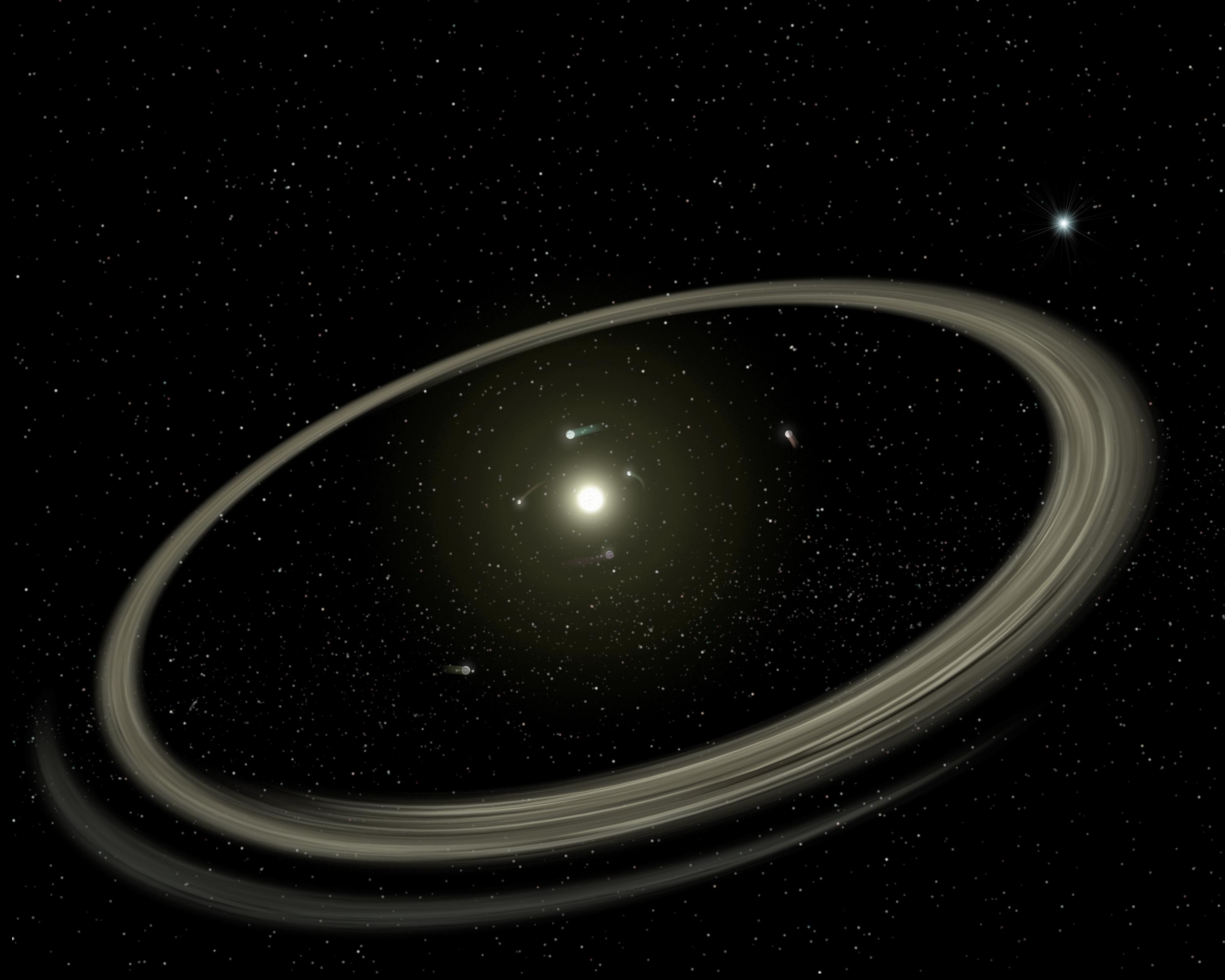
Vue d'artiste d'un système planétaire.

En astronomie, un système planétaire est un système composé de planètes, ainsi que de divers corps célestes inertes tels des astéroïdes et comètes, gravitant autour d'une étoile. Le Système solaire est un exemple de système planétaire. Par extension et de façon impropre, le terme « système solaire » est parfois employé pour désigner d’autres systèmes planétaires.
Le premier système planétaire découvert autour d'une étoile de type solaire en dehors du Système solaire (système planétaire extrasolaire ou système exoplanétaire) est celui de l'étoile 51 Pegasi en 1995. Depuis, des centaines de planètes extra-solaires ont été découvertes.

## Historique

### Jusqu'auXVIIIesiècle

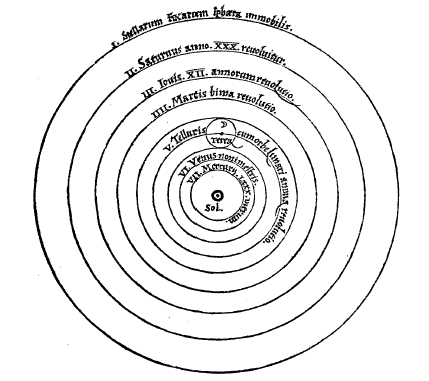
Modèle héliocentrique simplifié de Nicolas Copernic.

Avant le XVIe siècle, le géocentrisme est le mode d'explication dominant du monde occidental. Au XVIe siècle, Giordano Bruno, partisan de l'héliocentrisme, met en avant une théorie selon laquelle les étoiles, tout comme le Soleil, sont accompagnées de planètes.
Au XVIIIe siècle, Isaac Newton fait de même dans le General Scholium (en), la conclusion de ses Principia : « Et si les étoiles fixes sont les centres de systèmes semblables, ils seront alors tous construits selon le même concept et sujets à la domination de l'Un. »,.

### XIXesiècle
Des revendications de découvertes d'exoplanètes sont faites depuis le XIXe siècle. Ainsi, en 1855, le capitaine W. S. Jacob de l'observatoire de Madras rapporte des anomalies observationnelles concernant l'étoile binaire 70 Ophiuchi, anomalies permette d'affirmer qu'« il existe donc des preuves positives en faveur de l’existence d’un corps planétaire en rapport avec ce système, suffisamment pour que nous puissions le déclarer hautement probable » ,. Dans les années 1890, Thomas J. J. See de l'Université de Chicago et de l'United States Naval Observatory énonce que les anomalies prouvent l'existence d'un corps sombre dans le système de 70 Ophiuchi, avec une période orbitale de 36 ans autour d'une des étoiles, bien que Forest Ray Moulton remette en doute ces affirmations de See dans un article publié en 1999.

### XXesiècle
Lors des années 1950 et 1960, Peter van de Kamp du Swarthmore College revendique la découverte de planètes en orbite autour de l'étoile de Barnard.
De nos jours, les astronomes considèrent généralement tous les anciens rapports de détections comme erronés.

### Depuis les années 1990
En 1991, Andrew G. Lyne, M. Bailes et S.L. Shemar annoncent la découverte d'une planète de pulsar en orbite autour de PSR B1829-10, en utilisant la mesure des infimes variations de la périodicité des pulsars (en), qui permettent de calculer les principaux paramètres orbitaux des corps responsables de ces perturbations. L'annonce fait brièvement l'objet d'une attention intense, mais Lyne et son équipe la rétracte en 1992, invoquant des erreurs dans leur démarche.
La découverte des premières planètes extrasolaires d'un système planétaire autre que celui autour du Soleil est annoncée le 9 janvier 1992 par Aleksander Wolszczan et Dale Frail dans une publication de Nature. La découverte de ces planètes entourant le pulsar PSR B1257+12 est réalisée à partir d'observations faites en septembre 1990 par les installations du radiotélescope d'Arecibo.
Le 6 octobre 1995, Michel Mayor et Didier Queloz annoncent la découverte de la première exoplanète en orbite autour d'une étoile de type solaire : 51 Pegasi, d'après des observations réalisées à l'observatoire de Haute-Provence grâce à la méthode des vitesses radiales. L'étoile hôte est 51 Pegasi, dans la constellation de Pégase, à environ 40 années-lumière de la Terre.

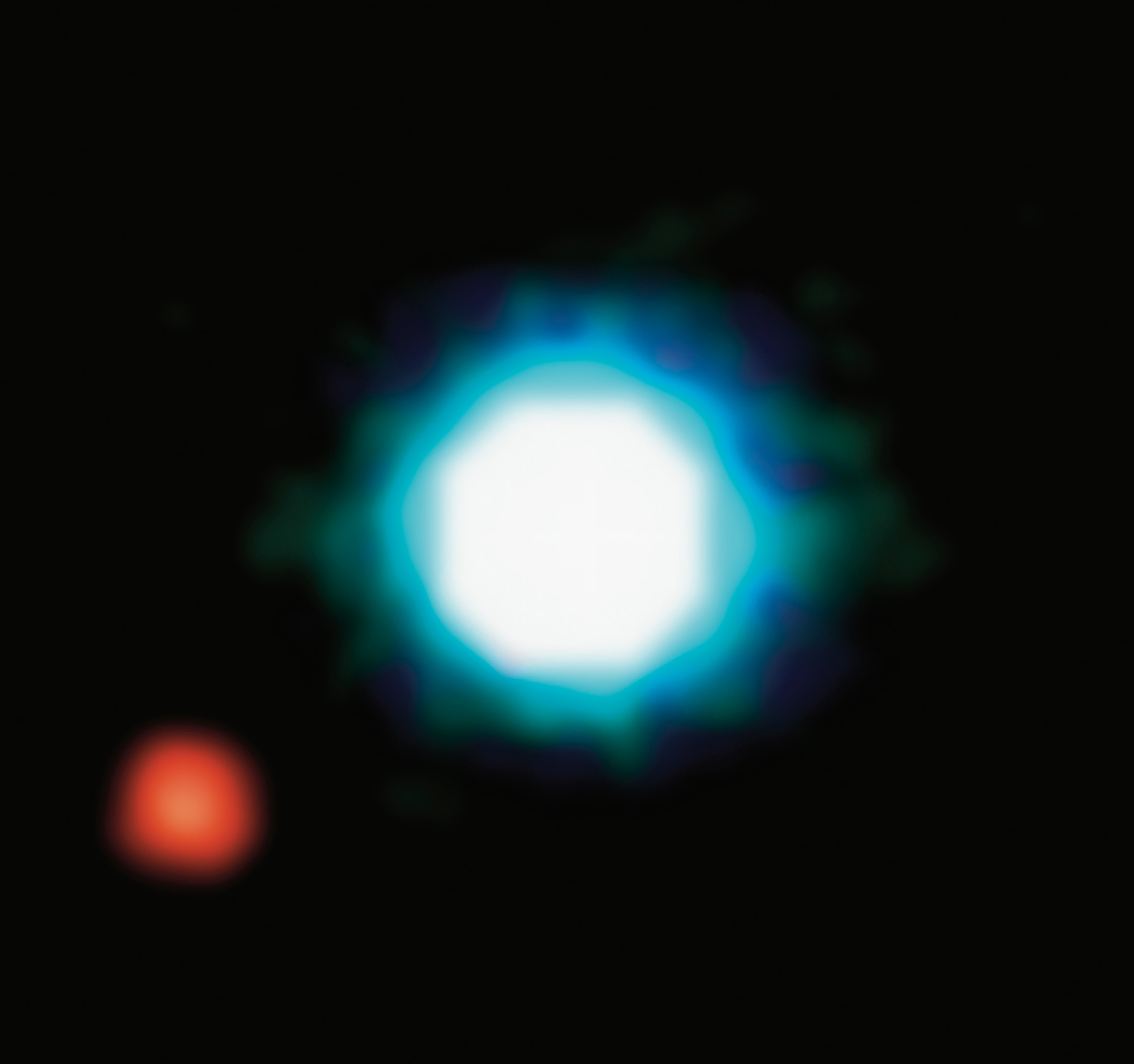
Image composite montrant 2M1207 b (en rouge) en orbite autour de son étoile 2M1207 prise par l'Observatoire européen austral.

La première photographie optique d'une exoplanète est publiée le 13 novembre 2008 dans la revue Science. Prise par le télescope spatial Hubble et traitée par l'équipe de l'astronome Paul Kalas, la planète a une masse probablement proche de celle de Jupiter. Baptisée Fomalhaut b, elle est en orbite autour de l'étoile Fomalhaut dans la constellation du Poisson austral (Piscis Austrinus) à environ 25 années-lumière. Fomalhaut b est distante de son étoile d'environ dix fois la distance séparant Saturne du Soleil. Cette découverte est annoncée en même temps et dans la même revue que celle de l'équipe de l'astronome canadien Christian Marois concernant la première observation directe, à 129 années lumière, d'un système planétaire composé de trois planètes géantes photographiées dans l'infrarouge autour de l'étoile HR 8799.

## Caractéristiques physiques
En général, un système planétaire se développe autour d'une étoile. Dans certains cas, on peut le retrouver autour d'un pulsar, d'une naine rouge ou d'une naine brune. La très grande majorité des systèmes planétaires connus jusqu'à présent n'est formée que d'une seule planète.

### Formation et évolution
Les systèmes planétaires seraient généralement formés lors de la naissance des étoiles. Ainsi, l'effondrement gravitationnel d'un nuage moléculaire formerait un disque protoplanétaire qui évoluerait par la suite en un système planétaire.
Ce scénario de formation ne semble pas valide dans les cas de planètes de pulsar puisque ces derniers sont formés par des supernovae et qu'un système planétaire ne pourrait possiblement pas survivre à une telle explosion. Les planètes s'évaporeraient, seraient expulsées hors de leur orbite par les masses de gaz provenant de l'étoile qui explose ou s'échapperaient du champ gravitationnel de cette étoile centrale à cause de la soudaine perte de la plus grande partie de la masse de cette dernière. Une hypothèse est que les planètes de pulsar pourraient se créer à partir du disque d'accrétion entourant un pulsar.
La formation ou non de systèmes planétaires serait aussi reliée au type spectral d'une étoile. Ainsi, les étoiles avec une métallicité élevée ont plus de probabilité de former et de retenir des systèmes planétaires et leurs planètes ont tendance à être plus massives que les planètes orbitant autour d'étoiles de faible métallicité. De plus, les étoiles semblables au Soleil et ayant un système planétaire seraient prédisposées à être déficientes en lithium.
Des observations faites par le télescope spatial Spitzer indiquent que la formation de planètes ne se produit pas autour d'autres étoiles dans les environs d'une étoile de classe O à cause de la photo-évaporation.

### Zone habitable

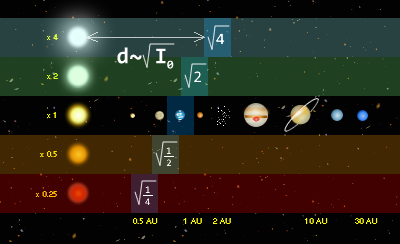
Exemple d'un système capable de calculer la position de la zone habitable selon la taille de l'étoile centrale.

La zone habitable, ou zone d'habitabilité, est la région du système dans laquelle une exoplanète peut contenir de l'eau sous forme liquide et ainsi offrir des conditions favorables à l'émergence de la vie. En général, pour un système planétaire avec une étoile de la taille du Soleil, cette distance est semblable à celle de la Terre, soit 1 unité astronomique. Si l'étoile centrale est plus petite et moins lumineuse, cette distance sera plus petite et vice versa.
Au début de l'année 2011, on estime qu'il existe environ une cinquantaine de planètes potentiellement habitables. La planète tellurique Gliese 581 g est considérée comme étant l'exoplanète potentiellement la plus habitable. À cet effet, lors d'une entrevue avec Lisa-Joy Zgorski de la National Science Foundation, Steven Vogt déclare « Je ne suis pas un biologiste, ni quelqu'un qui voudrait jouer ce rôle à la TV. Mais, selon moi, étant donné la propension qu'a la vie à s'épanouir partout où elle le peut, je dirais que la probabilité qu'il y ait de la vie sur Gliese 581 g est de 100 %. Je n'ai quasiment aucun doute à ce sujet. ».

## Méthodes de détection

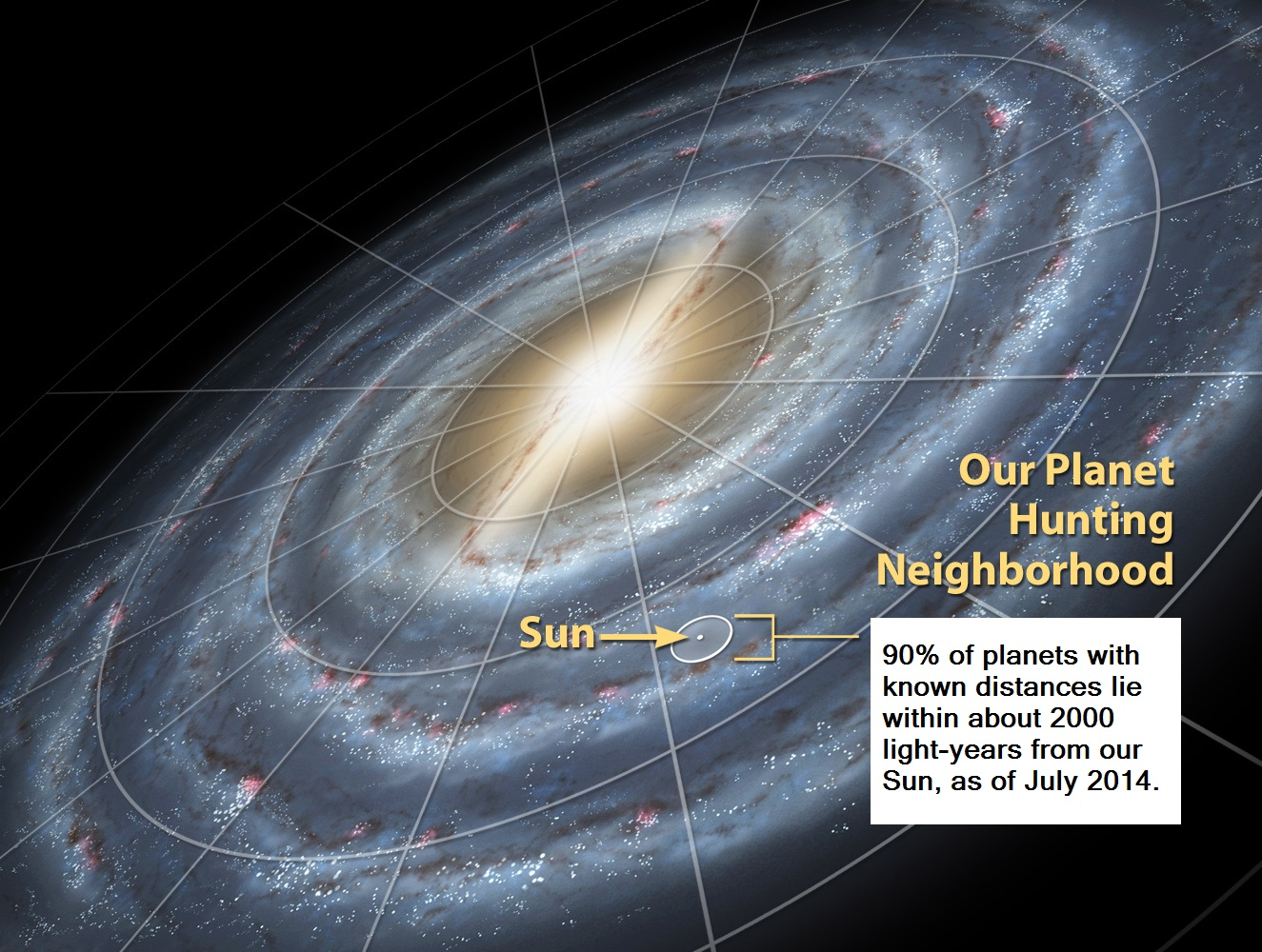
La majorité des systèmes planétaires ont été découverts dans un rayon de 300 années-lumière autour du Système solaire.

Pour découvrir des systèmes planétaires, il faut détecter les exoplanètes orbitant autour de l'étoile. Il est très difficile d'y parvenir d'une manière directe, et ce, pour plusieurs raisons :
- une planète ne produit pas de lumière visible : elle diffuse celle qu'elle reçoit de son étoile
- la distance qui sépare la Terre de l'étoile est beaucoup plus importante que celle qui sépare l'exoplanète et son étoile. Le pouvoir séparateur des instruments de détection doit donc être très élevé pour pouvoir les distinguer.

Jusqu'à la fin des années 2000, les seules méthodes de détection sont des méthodes « indirectes », car elles ne détectent pas directement les photons venant de la planète.

### Par la vitesse radiale
Cette méthode est basée sur l'étude du spectre lumineux de l'étoile. Les mouvements d'un astre sont influencés par la présence d'une planète orbitant autour de lui, ce qui provoque un décalage périodique de sa position. Cela permet de déterminer la vitesse radiale grâce à l'effet Doppler-Fizeau. De la même manière que pour les binaires spectroscopiques, ceci donne des informations quant à la position de l'orbite et la masse de la planète.
Puisque cette méthode de détection est plus performante pour des vitesses radiales élevées, les exoplanètes découvertes ainsi sont généralement très massives et situées très près de leur étoile.
C'est par cette méthode que la plupart des planètes extrasolaires ont été détectées.

### Par le transit

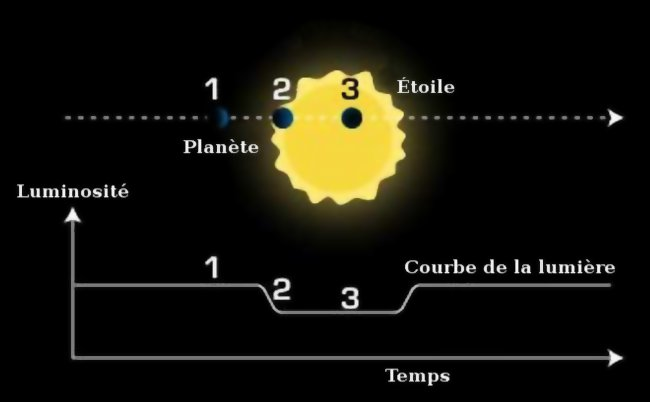
Le transit de la planète devant son étoile fait varier la luminosité de cette dernière.

Cette méthode de détection est basée sur l'étude de la luminosité de l'étoile. En effet, si celle-ci varie périodiquement, cela peut provenir du fait qu'une planète passe devant et occulte partiellement cette dernière lors d'un transit astronomique. Cette méthode permet du même coup d'étudier la composition de l'atmosphère de la planète en transit.
Cette méthode de détection est proposée pour la première fois en 1951 par Otto Struve de l'Observatoire Yerkes de l'Université de Chicago. Elle est proposée de nouveau à deux reprises : en 1971 par Frank Rosenblatt de l'Université Cornell, puis en 1980 par William Borucki du Ames Research Center de la NASA, en Californie.
Bien que la variation de luminosité d'une étoile soit plus facilement repérable que la variation de sa vitesse radiale, cette méthode se révèle peu efficace en termes de quantité de planètes détectées par rapport à la somme des étoiles observées. En effet, elle ne peut être utilisée que dans le cas où le système stellaire observé est positionné quasiment par la tranche par rapport au Système solaire. Si on considère des orientations aléatoires des systèmes planétaires, la probabilité géométrique de détection par cette méthode est inversement proportionnelle à la distance entre l'étoile et la planète. On[Qui ?] estime à 5 % des étoiles avec une exoplanète la quantité détectable avec cette méthode. De plus, le transit astronomique peut être un phénomène rare. Ainsi, dans le Système solaire, les transits de Vénus et de Mercure ne peuvent être observés tout au plus que quelquefois par siècle.

### Par astrométrie
La méthode de détection par astrométrie repose sur la détection des perturbations angulaires de la trajectoire d'une étoile. Puisque ces perturbations sont limitées, la précision des instruments actuels n'est pas encore suffisante pour détecter un système planétaire par cette méthode. La mise en place de l'instrument d'interférométrie Prima du Very Large Telescope pourrait éventuellement permettre la détection de systèmes planétaires selon cette méthode.

### Par l'effet de microlentille gravitationnelle

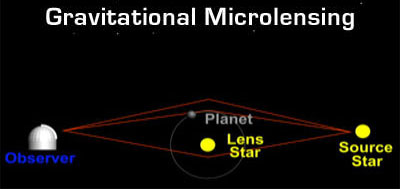
Microlentille gravitationnelle d'une planète extrasolaire.

Cette méthode s'appuie sur la courbure de la lumière émise par une étoile distante ou un quasar, lorsqu'un objet massif s'aligne « suffisamment » avec cette source, phénomène appelé « lentille gravitationnelle ». La distorsion de la lumière est due au champ gravitationnel de l'objet lentille, une des conséquences de la relativité générale, décrite par Albert Einstein en 1915. Il en découle un effet de lentille, formation de deux images déformées de l'étoile distante, voire davantage.
Dans le cas de la recherche d'exoplanètes, la planète cible, en orbite autour de l'étoile lentille, fournit une information supplémentaire, permettant de déterminer sa masse et sa distance de l'étoile. On parle de microlentille car la planète n'émet pas ou très peu de lumière.
Cette technique permet d'observer des astres de masse même relativement faible, puisque les observations ne s'appuient pas sur la radiation reçue.

### Directe
L'utilisation combinée de systèmes de correction en temps réel appelés optique adaptative et de la coronographie a permis récemment d'observer une exoplanète directement à l'aide du VLT.
D'énormes efforts sont faits actuellement pour améliorer des techniques d'optique adaptative, de coronographie stellaire, et de traitement d'image, afin de développer une imagerie astronomique à très haut contraste capable de détecter des exoplanètes de la taille de la Terre.

## Liste de systèmes planétaires notoires
En date du 24 mars 2024, on a découvert 4 162 systèmes planétaires, dont 895 sont des systèmes planétaires multiples et qui contiennent quelque 5 651 planètes.
- Système solaire : le Soleil et son système planétaire, le premier découvert
- Alpha Centauri : le système le plus proche, comportant trois étoiles et entre une et trois planètes, dont Proxima Centauri b, l'exoplanète la plus proche
- Système de Liche (PSR B1257+12) - avec Poltergeist (PSR B1257+12 c), la première véritable planète extrasolaire découverte (en 1992). Le premier système planétaire autour d'un pulsar, le premier système découvert comportant plusieurs exoplanètes
- Système d'Helvetios (ou 51 Pegasi) - avec Dimidium (51 Pegasi b) qui est la première exoplanète orbitant autour d'une étoile non-dégénérée, découverte en 1995. On pense qu'il s'agit en fait d'un système protoplanétaire, c'est-à-dire en cours de formation
- Gliese 581 - avec l'exoplanète Gliese 581 g, une planète tellurique susceptible d'abriter la vie telle que connue sur Terre
- HD 10180 - système avec six planètes confirmées et une planète non confirmée[24]. Après le Système solaire, c'est le système planétaire avec le plus de planètes, à égalité avec Kepler-11 et Gliese 581
- Système de Titawin (Upsilon Andromedae) - le premier système planétaire multiple découvert autour d'une étoile de la séquence principale
- Système de Ran (Epsilon Eridani) - le deuxième système le plus proche[25].
- PSR B1620-26 - le premier système planétaire découvert comportant plusieurs étoiles
- Système de Copernic (55 Cancri) - le premier système planétaire autre que le Système solaire où l'on a découvert cinq planètes en orbite
- Gliese 876 - le premier système découvert autour d'une naine rouge et le premier découvert à avoir une résonance orbitale[26].
- HD 69830 - contient trois planètes de masse semblable à Neptune et possède également une ceinture d'astéroïdes, le tout en une unité astronomique[27]
- 2M1207 - le premier système imagé[28] et le premier autour d'une naine brune
- Système de Cervantes (Mu Arae) - avec Dulcinée (Mu Arae c), le premier neptune chaud découvert
- Kepler-11 - système comprenant six planètes confirmées
- 16 Cygni - premier système planétaire à étoiles multiples (trois)
- TRAPPIST-1 - système planétaire de sept planètes autour d'une naine ultra-froide
- WASP-47 - unique système planétaire à présenter en 2018 deux planètes proches d'un Jupiter chaud et une autre planète beaucoup plus éloignée.